# National Board of Review Awards 2017
L'89ª edizione dei National Board of Review Awards si è tenuta il 9 gennaio 2018 a New York.
I vincitori sono stati annunciati il 28 novembre 2017.

## Classifiche

### Migliori dieci film dell'anno
- Baby Driver - Il genio della fuga (Baby Driver), regia di Edgar Wright
- Chiamami col tuo nome (Call Me by Your Name), regia di Luca Guadagnino
- The Disaster Artist, regia di James Franco
- Downsizing - Vivere alla grande (Downsizing), regia di Alexander Payne
- Dunkirk, regia di Christopher Nolan
- Un sogno chiamato Florida (The Florida Project), regia di Sean Baker
- Scappa - Get Out (Get Out), regia di Jordan Peele
- Lady Bird, regia di Greta Gerwig
- Logan: The Wolverine (Logan), regia di James Mangold
- Il filo nascosto (Phantom Thread), regia di Paul Thomas Anderson

### Migliori cinque film stranieri
- Una donna fantastica (Una mujer fantástica), regia di Sebastián Lelio
- Frantz, regia di François Ozon
- Loveless (Nelyubov), regia di Andrej Zvjagincev
- The Square, regia di Ruben Östlund
- Estate 1993 (Estiu 1993), regia di Carla Simón

### Migliori cinque documentari
- Abacus: Small Enough to Jail, regia di Steve James
- Brimstone & Glory, regia di Viktor Jakovleski
- Eric Clapton: Life in 12 Bars, regia di Lili Zanuck
- Faces Places (Visages, villages), regia di Agnès Varda e JR
- Hell on Earth: The Fall of Syria and the Rise of ISIS, regia di Sebastian Junger e Nick Quested

### Migliori dieci film indipendenti
- Beatriz at Dinner, regia di Miguel Arteta
- Brigsby Bear, regia di Dave McCary
- Storia di un fantasma (A Ghost Story), regia di David Lowery
- Lady Macbeth, regia di William Oldroyd
- La truffa dei Logan (Logan Lucky), regia di Steven Soderbergh
- Loving Vincent, regia di Dorota Kobiela e Hugh Welchman
- Menashe, regia di Joshua Z. Weinstein
- L'incredibile vita di Norman (Norman: The Moderate Rise and Tragic Fall of a New York Fixer), regia di Joseph Cedar
- Patti Cake$, regia di Geremy Jasper
- I segreti di Wind River (Wind River), regia di Taylor Sheridan

## Premi
- Miglior film: The Post, regia di Steven Spielberg
- Miglior regista: Greta Gerwig per Lady Bird
- Miglior attore: Tom Hanks per The Post
- Miglior attrice: Meryl Streep per The Post
- Miglior attore non protagonista: Willem Dafoe per Un sogno chiamato Florida (The Florida Project)
- Miglior attrice non protagonista: Laurie Metcalf per Lady Bird
- Miglior sceneggiatura originale: Paul Thomas Anderson per Il filo nascosto (Phantom Thread)
- Miglior sceneggiatura non originale: Scott Neustadter e Michael H. Weber per The Disaster Artist
- Miglior film d'animazione: Coco, regia di Lee Unkrich e Adrian Molina
- Miglior performance rivelazione: Timothée Chalamet per Chiamami col tuo nome (Call Me by Your Name)
- Miglior regista esordiente: Jordan Peele per Scappa - Get Out (Get Out)
- Miglior film straniero: Foxtrot - La danza del destino (Foxtrot), regia di Samuel Maoz
- Miglior documentario: Jane, regia di Brett Morgen
- Miglior cast: Scappa - Get Out (Get Out)
- Spotlight Award: Gal Gadot e Patty Jenkins per Wonder Woman
- Premio per la libertà di espressione: 
  - Per primo hanno ucciso mio padre (First They Killed My Father), regia di Angelina Jolie
  - Let It Fall: Los Angeles 1982-1992, regia di John Ridley